# Platte Center
Platte Center è un comune degli Stati Uniti d'America, situato nello Stato del Nebraska, nella contea di Platte.